# 梅利尼基 (特盧馬奇區)
48°49′47″N 25°1′44″E / 48.82972°N 25.02889°E
梅利尼基（烏克蘭語：Мельники），是烏克蘭西部的村莊，隸屬伊萬諾-弗蘭科夫斯克州的伊萬諾-弗蘭科夫斯克區。該村面積4.85平方公里，2001年人口273，人口密度每平方公里56.3人。